# Castle Mountain, British Columbia
Castle Mountain är ett berg i Kanada.   Det ligger i provinsen British Columbia, i den centrala delen av landet, 3 000 km väster om huvudstaden Ottawa. Toppen på Castle Mountain är 2 546 meter över havet, eller 482 meter över den omgivande terrängen. Bredden vid basen är 6,6 km.
Terrängen runt Castle Mountain är bergig åt sydost, men åt nordväst är den kuperad.Trakten runt Castle Mountain är nära nog obefolkad, med mindre än två invånare per kvadratkilometer..
I omgivningarna runt Castle Mountain växer i huvudsak barrskog.